# Ягідний провулок (Київ)
Я́гідний прову́лок — провулок у Голосіївському районі міста Києва, селище Мишоловка. Пролягає від Ягідної вулиці до вулиці Академіка Кащенка.
Прилучається вулиця Віри Ґедройць.

## Історія
Провулок виник в 1-й половині XX століття, мав назву Садовий. Сучасна назва — з 1955 року.